# 山桂花脊粉蝨
山桂花脊粉蝨（学名：Rhachisphora maesae）为粉蝨科脊粉蝨屬下的一个种。